# Reynaldo Cortés
Reynaldo José Cortés Gutiérrez San Juan de los Morros. Estado Guárico Venezuela. 23 de agosto de 1975, es un sindicalista y activista venezolano, Secretario General Regional del partido político Bandera Roja en el Estado Guárico y Delegado del Consejo Sindical Regional de la Confederación de Trabajadores de Venezuela (CTV). Ha ejercido activismo sindical en el Estado Guárico. Fue detenido arbitrariamente el 7 de julio de 2022.

## Biografía
Nació en San Juan de los Morros, Estado Guárico Venezuela, hijo de José Hernán Cortés, Ibagué-Tolima-Colombia  fotógrafo e Iris Faviana Gutiérrez de Cortés Upata-Venezuela, siendo el menor de cinco hermanos. Toda su vida la transcurre en su ciudad natal San Juan de los Morros, estudia la primaria en la Escuela "Dr. Vicente Peña", y la secundaria en los liceos "Rafael Cabrera Malo", "Luis Barrios Cruz" y "Juan Germán Roscio". Tiene tres hijas: Valentina Iriana, Glarís Scarlet y Natasha Coromoto y una nieta: Elízabeth Annabell

## Actividad política
Ya desde los 14 años inicia sus actividades como luchador social donde se desempeña como líder estudiantil en el liceo "Rafael Cabrera Malo" y se une a Unión de Jóvenes Revolucionarios UJR juventud del "Partido Bandera Roja" de San Juan de los Morros. Según sus propias palabras, en el ámbito político se ha desarrollado como: 
- Fundador de las Brigadas de Trabajo Voluntario en la Calle Negro Primero, en el casco central de San Juan de los Morros
- Responsable de la comisión de estudiantes de educación media de la UJR Cofundador de la Coordinadora Regional de Estudiantes del Guárico
- Fundador y cofundador de Organizaciones amplias en los liceos de San Juan de los Morros como FEUR, FME, OME, UE2abril, UE77.
- Participante del I Encuentro Nacional de Estudiantes de Educación Media
- Presidente del Centro de Estudiantes del Liceo Juan Germán Roscio de San Juan de los Morros
- Participante de XIII Campamento Internacional de la juventud antiimperialista y antifascista . en Quito Ecuador
- Candidato a Diputado Suplente lista al Consejo Legislativo Regional Guárico por el Partido MDP
- Secretario General Adjunto de la UJR Guárico
- Secretario General UJR del Municipio Roscio del Estado Guárico.
- Secretario General de la Asociación de Vecinos de Laguna de Piedra Municipio Ortíz del Estado Guárico.
- Presidente del Centro de Estudiantes de la UPEL-IPREMLF extensión San Juan de los Morros.
- Vocero del Comité de Adulto Mayor y Protección Social y luego Vocero de Economía Comunal del Consejo Comunal "Virgen del Carmen" de San Juan de los Morros.
- Vocero de la Comisión Electoral y luego Vocero del Comité de Educación y Formación Ciudadana del Consejo Comunal Teatros de Miranda en Caracas.
- Fundador del Comité por la Defensa de la Escuela "Carlos Soublette" de Naiguatá, Estado La Guaira.
- Candidato a Concejal Suplente lista del Municipio Vargas, Estado La Guaira por la MUD.
- Miembro de los Comités Políticos Regionales de BR y MDP en Guárico y BR en La Guaira
- Cofundador del Frente de Ciudadanos en Defensa del País en San Juan de los Morros.
- Participante en las Plataformas unitarias del Congreso por la Unidad del Pueblo, Coordinadora Democrática, Mesa de la Unidad Democrática, Frente Amplio Venezuela Libre, Plataforma Unitaria de Venezuela[3]

## Detención
Cortés fue detenido arbitrariamente por la Policía de Guárico el 7 de julio de 2022. La organización no gubernamental Foro Penal lo incluyó en su registro de presos políticos en el país. La detención también fue descrita como arbitraria por la plataforma Alerta Venezuela (conformada por Acceso a la Justicia, el Centro de Derechos Humanos de la Universidad Católica Andrés Bello, Civilis Derechos Humanos, la Coalición de Organizaciones por el Derecho a la Salud y la Vida y Espacio Público), la cual también denunció que recientemente las fuerzas de seguridad también habían efectuado detenciones arbitrarias en contra de varias dirigentes sindicales, activistas de derechos humanos y contra sus familiares. Un total de 108 organizaciones no gubernamentales y sindicatos exigieron la liberación de Reynaldo, junto a la de seis activistas y sindicalistas que fueron detenidos la misma semana. El partido político Bandera Roja denunció que «La represión se extiende a varios militantes de nuestro partido», responsabilizando a Nicolás Maduro por las detenciones y de la vida de sus militantes detenidos. El partido expresó que varios de los militantes habían denunciado las políticas «antinacionales» y «antiobreras» de la gestión de Maduro.
Los Comités Populares de Derechos Humanos en Caracas y el estado Miranda de las parroquias Coche, La Vega, Santa Rosalía, San Pedro, La Dolorita y Petare, junto a los sectores Montalbán y Las Mayas, le exigieron a través de una carta al defensor del pueblo, Alfredo Ruiz, a involucrarse en el proceso de los sindicalistas y activistas detenidos desde el 4 de julio, incluyendo a Astudillo, pidiendo una respuesta determinante para establecer las responsabilidades respectivas luego de los arrestos. Los comités denunciaron que los allanamientos tuvieron lugar sin órdenes judiciales y sin la presencia de fiscales del Ministerio Público. El 18 de julio, la coordinadora de derechos humanos del partido Bandera Roja, Susana Rojas, denunció que los representantes encargados de la defensa de los sindicalistas, activistas y militantes del partido no tenían acceso a los expedientes de los detenidos para realizar las apelaciones respectivas.
El 19 de julio, comités, organizaciones sociales, sindicales y de derechos humanos realizaron una concentración en la Plaza Morelos de Caracas para protestar en contra de la ola de detenciones contra los activistas. Los participantes entregaron un documento ante la Defensoría del Pueblo, exigiendo la intervención de la institución para garantizar el cumplimiento de las garantías procesales e integridad de los detenidos. En agosto de 2023 fue condenado a 16 años de prisión por "conspiración" y "asociación para delinquir" junto a Alonso Meléndez, Alcides Bracho, Néstor Astudillo, Gabriel Blanco y Emilio Negrín. Fue excarcelado el 20 de diciembre de 2023.